# Šalovci (gmina Središče ob Dravi)
Šalovci – wieś w Słowenii, w gminie Središče ob Dravi. W 2018 roku liczyła 183 mieszkańców.